# باشگاه ورزشی مون‌پلیه
باشگاه فوتبال مون‌پلیه (به فرانسوی: Montpellier Hérault Sport Club) یک باشگاه فوتبال در شهر مون‌پلیه می‌باشد که در لیگ ۱ فرانسه بازی می‌کند.
این باشگاه در سال ۱۹۱۹ تأسیس شده‌است.